# Podgorje (Apače)
Podgorje je jednou z 21 vesnic, které tvoří občinu Apače ve Slovinsku. Ve vesnici v roce 2002 žilo 117 obyvatel.

## Poloha, popis
Rozkládá se v Pomurském regionu na severovýchodě Slovinska. Její rozloha je 1,35 km²[zdroj?] a nachází se v nadmořské výšce zhruba od 218 do 270 m. Vesnice leží při silnici č.438 a je vzdálena zhruba 7,5 km západně od Apače, střediskové obce občiny.
Sousední vesnice jsou: Zgornje Konjišče na severu, Spodnje Konjišče a Stogovci na východě, Pogled a Lokavec na jihu a Vratja vas na západě.